# Flávio de Carvalho
Flávio de Carvalho é o nome artístico de Flavio de Rezende Carvalho (Amparo, distrito de Barra Mansa 10 de agosto de 1899 — Valinhos, 4 de junho de 1973) foi um dos grandes nomes da geração modernista brasileira, atuando como arquiteto, engenheiro, cenógrafo, teatrólogo, pintor, desenhista, escritor, filósofo, músico e outros rótulos.

## Biografia
Filho de família de muitas posses, pôde receber uma educação privilegiada na França (de 1911 a 1914) e na Inglaterra, onde frequentou a Universidade de Durham. Em 1922, formou-se em engenharia civil. Ao mesmo tempo e na mesma escola, fez seus estudos de belas artes.
Retornando ao Brasil, empregou-se como calculista na famosa firma de construção civil de Ramos de Azevedo (1924).
Em 1939, Flávio de Carvalho recebeu uma indicação (feita pelo Prof. Paul V. Shaw) ao Prêmio Nobel de Literatura  sem, contudo, ganhar - quem venceu foi o escritor finlandês Frans Eemil Sillanpää. O prêmio Nobel deste ano foi o último antes da Segunda Guerra Mundial e só voltaria a ser entregue novamente em 1944. 
Flávio de Carvalho escrevia sobre arquitetura no extinto jornal "Diário de São Paulo", e em 1956, seu editor pediu que fizesse um modelo de roupa masculino. Flávio deu o nome de Experiência nº 3 ao seu projeto e criou uma saia de náilon, uma camisa bufante, um chapéu e uma meia de modelo arrastão com sandálias de couro como solução para o excessivo calor. Ele mesmo desfilou com seu protótipo em 18 de outubro daquele ano em São Paulo. Era, na realidade, a vestimenta de um modelo futurista de moradia, A Cidade do Homem Nu, sem Deus, propriedade privada ou casamento, um ser “selvagem com todos os seus desejos, toda a sua curiosidade intacta e não reprimida como era pela conquista colonial. Em busca de uma civilização nua!”, como ele próprio escrevera.

## Publicações
- CARVALHO, Flávio de. Experiência #2. 1a. edição. São Paulo: Irmãos Ferraz, 1931.
- CARVALHO, Flávio de. Experiência #2. 2a. edição. São Paulo: Nau, 2001. ISBN 8585936444.
- CARVALHO, Flávio de. Experiência n.3. São Paulo: performance, 1956.
- CARVALHO, Flávio de. A origem animal de deus. São Paulo: Difusão Europeia do Livro, 1973.
- CARVALHO, Flávio de. Os ossos do mundo. 1a. edição. Rio de Janeiro: Ariel, 1936.
- CARVALHO, Flávio de. Os ossos do mundo. 2a. edição. São Paulo: Antiqua, 2004. ISBN 8589363120.
- CARVALHO, Flávio de. Os ossos do mundo. 3a. edição. Campinas: Editora da Unicamp. [Essa edição equivocadamente se autodenomina a "segunda edição", mas por lamentável lapso trata-se da 3a. edição]
- GOLINO, William. História d"O Bailado do Deus Morto": uma radical modernização do teatro no Brasil. Dissertação (Mestrado em Literatura Comparada). 2002. Faculdade de Letras, Universidade Federal de Minas Gerais, Belo Horizonte. https://modernism.art.br/livros-e-textos
- GOLINO, William. Retrato pictórico moderno: suas formas e significados. Tese (Doutorado em História Social). 2010. Faculdade de Ciências Sociais, Pontifícia Universidade Católica de São Paulo, São Paulo. https://modernism.art.br/livros-e-textos e https://tede2.pucsp.br/handle/handle/13213
- MOREIRA LEITE, Rui. Flávio de Carvalho (1899-1973) entre a experiência e a experimentação. Tese (doutoramento). São Paulo, 1994. Escola de Comunicações e Artes da Universidade de São Paulo
- MOREIRA LEITE, Rui. Modernismo e Vanguarda: o caso Flávio de Carvalho. Estud. Av. vol.12 no.33 São Paulo May/Aug. 1998
- OSÓRIO, Luiz Camillo. Flávio de Carvalho. São Paulo: Cosac Naify, 2009. ISBN 8575030183.
- SALGADO, Marcus Rogério. A arqueologia do resíduo: os ossos do mundo sob o olhar selvagem. São Paulo: Antiqua, 2013. Capítulo de tese de doutoramento defendida na Universidade Federal do Rio de Janeiro (2010). ISBN 9788589363297.
- SANGIRARDI JR. Flávio de Carvalho, o revolucionário romântico. Rio de Janeiro: Philobiblion, 1985.
- TOLEDO, J. Flávio de Carvalho - o comedor de emoções. São Paulo: Brasiliense/Unicamp, 1994.[3] (Com prefácio de Jorge Amado e capa de Wesley Duke Lee.)